# Schafstall Dorfstraße 89
Der Schafstall Dorfstraße 89, nördlich vom Zentrum Hoyerhagen in der niedersächsischen Samtgemeinde Grafschaft Hoya, stammt wohl aus dem 19. Jahrhundert.
Das Gebäude wird aktuell (2022) als Nebengebäude genutzt.
Das Gebäude steht unter Denkmalschutz (siehe auch Liste der Baudenkmale in Hoyerhagen).

## Beschreibung
Das eingeschossige Gebäude in Fachwerk mit Steinausfachungen sowie mit Satteldach wurde wohl im 19. Jahrhundert gebaut.
Der Stall ist Teil einer neueren Hofanlage.